# 友常勇気
友常 勇気（ともつね ゆうき、1985年12月1日 - ）は、日本のモデル、俳優。埼玉県出身。インゴットエンタテイメント所属。桜美林大学卒業。特技はダンス。

## 出演

### 映画
- アベックパンチ（2011年） - 木口役
- BLOOD-Cシリーズ
  - 阿修羅少女〜BLOOD-C異聞〜（2017年8月） - 益子役
  - BLOOD-CLUB DOLLS 1（2018年10月） - 古束役
  - BLOOD-CLUB DOLLS 2（2020年） - 古束役

### 舞台
- LIVEDOGプロデュース 「DOG'S」BONEチーム（2009年2月26日 - 3月8日、笹塚ファクトリー） - 力王 役
- 脇組プロデュース 「CHUJI」（2009年5月13日 - 17日、博品館劇場） - 戸田隼人 役
- 「飛行機雲2009 流れる雲よ」 ZERO1チーム（2009年9月5日 - 10日、全労済ホールスペースゼロ） - 稗田一郎 役
- 「ぞめきの消えた夏」〜グアム玉砕戦乱舞闘〜（2009年11月26日 - 29日、全労済ホールスペースゼロ） - 矢崎正晃 役
- bizarre
  - bizarre vol.1 「覇権DO!! 戦国高校天下布武〜」（2010年2月10日 - 14日、池袋GEKIBA） - 織田信長 役
  - bizarre vol.2 「ZIPANG！パイレーツ！！！」（2010年4月16日 - 18日、笹塚ファクトリー） - 古谷昇 役
- 「轟然〜GO-ZEN〜」GO組（2010年3月25日 - 30日、シアターグリーンBIG TREE THEATER） - 九頭竜 役
- GRIPPERプロデュース 「二丁目のグッドバイ」Aチーム（2010年5月18日 - 23日、中野ザポケット） - 堀内 役
  - GRIPPERプロデュースvol.2 「デビルマン-不動を待ちながら-」Bチーム（2010年7月16日 - 19日、前進座劇場） - 柴崎ヤマト 役
- ACTOR'S TRASH ASSH vol.12 「刻め、我ガ肌ニ君ノ息吹ヲ」再演 刻チーム（2010年9月1日 - 5日、シアターグリーンBIG TREE THEATER） - 外道丸 役
  - ACTOR'S TRASH ASSH vol.13 「世界は僕のCUBEで造られる」（2010年11月17日 - 21日、シアターブラッツ） - 彼（欲望のCUBE） 役
- ASSH-DX vol.2 「降臨FIGHT」（2011年4月6日 - 12日、吉祥寺シアター） - 前田慶次 役
- 怪傑パンダースEXTRA STAGE Vol.1 「バンク・バン・レッスン」Aチーム（2011年5月18日 - 29日、サンモールスタジオ） - ジュン 役
- 不消者（けされず）第16回公演 「ホスピタルビルド2011」（2011年7月27日 - 31日、中目黒キンケロシアター） - 黒田直樹 役
- LIVE ACT「青の祓魔師〜魔神の落胤〜」（2012年5月11日 - 17日、日本青年館） - 勝呂竜士 役
- ミュージカル・テニスの王子様2ndシーズン  - 田仁志慧 役
  - 青学vs比嘉　（2012年12月20日 - 2013年2月17日、日本青年館 他）
  - 全国大会 青学vs氷帝 （2013年7月11日 - 9月29日、TOKYO DOME CITY HALL 他）
  - 全国大会 青学vs立海 （2014年7月12日 - 9月28日、TOKYO DOME CITY HALL 他）
- 俺たちの明日（2014年1月10日 - 19日、紀伊国屋劇場） - 相沢卓也 役
- MOSH ショコレ06〜悪い奴ほどよく眠る〜（2014年1月28日 - 2月2日、テアトルBONBON）
- LIVE ACT「BLAZBLUE」〜CONTINUUM SHIFT〜（2014年3月6日 - 9日、銀河劇場） - ラグナ＝ザ＝ブラッドエッジ 役(主演)
- MOSH 007〜私を愛したスパイ〜 (2014年5月20日 - 25日、シアターグリーンBOXinBOX）
- ラズベリーボーイ2（2014年10月11日、俳優座劇場） - 日替わりゲスト出演
- 超歌劇「幕末Rock」（2014年12月24日 - 29日、銀河劇場） - 近藤勇 役
  - 超超歌劇「幕末Rock」（2015年8月8日 - 9日、梅田芸術劇場(シアタードラマシティ) / 8月13日 - 16日、Zeppブルーシアター六本木） - 近藤勇 役
- 弱虫ペダル インターハイ篇　The WINNER（2015年3月6日 - 29日、日本青年館 他） - 田所迅 役
- GRASP produce vol.1 舞台『龍狼伝』（2015年5月2日 - 6日、博品館劇場） - 張飛 役
- 探偵シリーズ「元カレ」（2015年6月4日 - 12日、六行会ホール）　-　三宅ケンゴ 役
- ミュージカル「仮面ティーチャー」（2015年9月16日 - 18日、梅田芸術劇場(シアタードラマシティ) / 9月30日 - 10月4日、Zeppブルーシアター六本木) - 荒木剛太 役(主演)
- 遙かなる時空の中で6（2015年11月27日 - 12月6日、全労済ホールスペースゼロ） - ダリウス 役
  - 遙かなる時空の中で6～幻燈ロンド～（2017年5月30日 - 6月3日、全労済ホールスペースゼロ） - ダリウス 役
- 晦日明治座納め・る祭（2015年12月29日 - 31日、明治座 / 2016年1月16日、梅田芸術劇場） - 左馬子 役、他
- ノラガミ（2016年1月28日 - 31日、AiiA 2.5 Theater Tokyo） - 大黒 役[1]
  - ノラガミ -神と絆-（2017年2月16日 - 26日、AiiA2.5TheaterTokyo） -大黒 役
- 2.5 次元ダンスライブ「ツキウタ。」ステージ - 霜月隼 役
  - 2.5 次元ダンスライブ「ツキウタ。」ステージ（2016年4月23日 - 5月1日、星陵会館）[2]
  - 2.5次元ダンスライブ「ツキウタ。」ステージ 第2幕『月歌奇譚-夢見草』（2016年10月27日 - 31日、ブルーシアター六本木）
  - 2.5次元ダンスライブ ツキステ。LUNATIC LIVE（2016年12月4日、パシフィコ横浜大ホール）
  - 2.5次元ダンスライブ「ツキウタ。」ステージ 第3幕『TRI! SCHOOL REVOLUTION!Ver.WHITE』（2017年3月17日 - 26日、博品館劇場）
  - 2.5次元ダンスライブ「ツキウタ。」ステージ 第4幕『Lunatic Party』（2017年10月11日 - 15日、Zeppブルーシアター六本木）
  - 2.5次元ダンスライブ「ツキウタ。」ステージ LUNATIC LIVE 2017 in SHANGHAI（2017年10月21日・22日、MODERN SKY LAB）
  - 2.5次元ダンスライブ「ツキウタ。」ステージ 第5幕『RABBITS　KINGDOM』（2017年11月30日 - 12月3日、サンケイホールブリーゼ / 12月7日 - 22日、AiiA Theater Tokyo）
- P4U2 ペルソナ4 ジ・アルティマックス ウルトラスープレックスホールド(2016年7月6日 - 10日、シアターＧロッソ)　- 皆月翔 役
- PREMIUM 3D MUSICAL『英雄伝説 閃の軌跡』（2017年1月8日 - 15日、Zeppブルーシアター六本木） - ユーシス・アルバレア 役
- ゆく年く・る年冬の陣 師走明治座時代劇祭（2017年12月31日、明治座） - ゲスト審査員
- 信長の野望・大志 -冬の陣- 王道執行 ～騎虎の白塩編～（2018年11月8日 - 12日、シアター1010）- 武田勝頼 役[3]
- 逆転裁判 -逆転のGOLD MEDAL-（2019年1月16日 - 21日、シアター1010）ゴドー 役[4]
- ミュージカル「悪ノ娘」（再演）（2019年4月6日 - 14日、あうるすぽっと） - レオンハルト 役[5]
- 舞台『DARKNESS HEELS～THE LIVE～』（2019年9月13日 - 23日、シアター1010）- イーヴィルティガ 役
  - 舞台『DARKNESS HEELS～THE LIVE～SHINKA』（2019年12月5日 - 15日、CBGKシブゲキ!!）- イーヴィルティガ 役
- 舞台『ぼくらの七日間戦争』（2020年9月11日 - 20日、かめありリリオホール） - 安永宏 役
- イケメン王子 美女と野獣の最後の恋 THE STAGE ～Baest Leon～（2020年12月24日 - 27日、シアター1010） - サリエル＝ノワール 役[6]
- 舞台『ROOKIES』（2021年11月18日 - 23日、シアター1010 / 11月26日 - 28日、サンケイホールブリーゼ / 11月30日、栗東芸術文化会館さきら） - 新庄慶 役[7]
- 青山オペレッタ THE STAGE - 加賀美祥太 役
  - ～ファルチェ・インヴェルソ／逆さの三日月～（2022年5月4日 - 8日、渋谷区文化総合センター大和田 さくらホール）[8]
  - 2周年記念スペシャル・レヴューショー！（2022年10月28日 - 31日、シアター1010）[9]
  - 第5弾（2023年10月4日 - 8日、シアター1010）[10]
  - 〜ピエナ・クラシコ / 始まりの刻〜（2024年11月21日 - 27日、新宿村LIVE） - 加賀見祥太 役[11]
- イケメンシリーズ THE STAGE～世界を駆けて、祝祭を～（2022年9月24日 - 28日、シアター1010） - サリエル＝ノワール 役[12]
- 舞台「Wizards Storia」（2022年12月22日 - 26日、羽生市産業文化ホール） - バルバロッソ 役[13]
- ハザマDD～ハザマ the Dimensional Detective～（2023年2月15日 - 23日、浅草九劇）[14]
- 舞台「淡海乃海-天下静謐の雫となりて-」（2024年5月29日 - 6月2日、草月ホール） - 三好長慶 役[15]
- 舞台「新宿羅生門」薩長エージェンシー編（2025年1月18日 - 26日、こくみん共済 coop ホール/スペース・ゼロ） - 別府仁義 役[16][17]

### イベント・コンサート
- 「沖直実の見えるラジオ的いい男祭〜2010 新春」（2010年1月31日）
- SUNBEAM Presents Cooking & Talk LIVE 「COOKING BOYS #4」兼崎健太郎×友常勇気（2010年6月19日12時00分 - ）
- SUNBEAM Presents Cooking & Talk LIVE 「COOKING BOYS #6」兼崎健太郎×友常勇気（2010年12月3日19時30分 - ）
- 元気ARG+怪傑パンダースコラボ企画 「コンカツ殺人事件」（2011年9月18日・9月19日、4ステージ）
- ミュージカル・テニスの王子様2ndシーズン 関連
  - テニミュ サポーターズクラブ プレミアム パーティー vol.5（2013年3月21日・22日）
  - Dream Live 2013（2013年4月27日 - 29日 横浜アリーナ、5月3日 - 5日 神戸ワールド記念ホール）
  - 『WE ARE ALWAYS TOGETHER』CD発売記念イベント（2013年4月30日:横浜、5月6日:神戸）
  - 春の大運動会2014（2014年4月26日 横浜アリーナ）
  - テニミュ映画祭2014（2014年10月31日）
  - Dream Live 2014（2014年11月15日 - 16日 神戸ワールド記念ホール、11月22日 - 24日 さいたまスーパーアリーナ）
- キャストサイズトークイベント第一部（2013年11月2日）
- SUNBEAM Presents Cooking & Talk LIVE 「COOKING BOYS #13」寿里＆友常勇気、友常勇気＆林明寛（2013年11月24日）
- 小笠原健 Birthday Event 2nd〜It's showtime〜（2014年6月14日 両部） - MC出演
- 舞台『弱虫ペダル』×東京ジョイポリス　〜舞台『弱虫ペダル』自転車競技部ウェルカムミーティング〜（2015年1月24日）
- レインボータウンFM「HAPPY-GO-LUCKY「みさとんのrainbow time☆」」（2015年8月22日）
- アメスタ「仮面ティーチャー ミュージカル SILVER MASKアメスタ特番」（2015年9月15日）
- ShibuyaCross-FMインターネットTV無料放送「イケメンSCRAMBLE」（2015年9月26日）
- 友常勇気ファン感謝イベント　THE FIRST～鉄と友常は、熱いうちに打て!～（2016年3月26日、音楽の友ホール）
- 生男ch 番外公開放送～ペルソナ4 ジ・アルティマックス ウルトラスープレックスホールド～（2016年6月5日、新宿ロフトプラスワン）
- ツキステ。関連
  - ツキステ。サマーライブ2016（2016年8月20・21・26・27日 シネマサンシャイン池袋・イオンシネマ板橋）
  - ツキステ。Blu-ray Disc 発売記念イベント BACK STAGE PARTY（2016年9月19日 銀座ブロッサム中央会館）
  - ツキステ。劇中歌CD発売記念イベント（2016年11月27日 TKPガーデンシティ竹橋）
  - 「ツキステ。」第2幕『月歌奇譚-夢見草』 発売記念イベント（2017年1月22日、東京都某所）
  - BD・DVD「ツキプロ祭　2.5次元ダンスライブ　ツキステ。LUNATIC LIVE」発売記念イベント（2017年4月10日、NEWPIERHALL）
  - 「ツキステ。」第3幕『TRI!SCHOOLREVOLUTION』 発売記念イベント（2017年9月10日、東京都某所）
- CHEERZ for MEN presents ショートムービー「警官と羊」先行上映トークイベント（2016年9月3日、東京都渋谷区某所）
- 生男ch 番外公開放送～英雄伝説 閃の軌跡～（2016年12月11日、新宿ロフトプラスワン）
- 友常勇気1st.Birthday Event＋X’mas Eve/Eve（2016年12月23日、発明会館）　※ゲスト：校條拳太朗/鷲尾修斗/松村龍乃介/土井一海
- ドラマ「弱虫ペダル」続編放送記念 壮行会イベント（2017年6月5日、EXシアター）
- 友常 勇気2017 SUMMER EVENT ～暑いときは熱い！～（2017年8月26日、発明会館）
- 「阿修羅少女BLOOD-C異聞」初日舞台挨拶（2017年8月26日、テアトル新宿）
- 「阿修羅少女BLOOD-C異聞」アフタートークショー（2017年9月9日、テアトル新宿）
- 舞台 遙かなる時空の中で6 幻燈ロンド プレミアムパーティー 蠱惑の森（2017年9月16日、クルーズクルーズYOKOHAMA）

### TV
- 美味學院（2007年、テレビ東京）
- 東京日和（2008年、日本テレビ）
- クロヒョウ 龍が如く新章　第9章（2011年12月14日、毎日放送）
- 出没!アド街ック天国 「芝 増上寺」（2011年3月26日、テレビ東京）
- 世紀のワイドショー!ザ・今夜はヒストリー　忠臣蔵（2011年12月14日、TBS） - 吉良義周役
- 戦国★男士（2011年、テレビ神奈川）　 - 新城弾正役
- LIVE ACT 青の祓魔師〜魔神の烙胤〜開演直前、緊急スペシャル!（2012年、テレビ東京）
- もえ×こん（2012年11月17日 - 11月18日、テレビ東京）
- GTO 第9話 （2012年8月28日、関西テレビ）
- あらあらかしこ（2013年1月19日、仙台放送）
- 特別番組「幕末Rock 超聖夜（ウルトラクリスマス）」（2014年12月24日、TOKYO MX）
- 開運音楽堂（2015年11月14日、TBS）
- Break Out（2015年12月3日、テレビ朝日）
- 弱虫ペダル（2016年8月26日 - 10月7日、BSスカパー!） - 田所迅役[18]
- 演劇人は、夜な夜な、下北の街で呑み明かす…(2016年12月14日、BSスカパー!)
- ツキステ。TV（2017年5月10日、TOKYO MX）
- アクナビ-ActorsNavi（2017年6月14日、TOKYO MX）
- 弱虫ペダルSeason2（2017年8月15日 - 、BSスカパー!） - 田所迅役
- 仮面ライダージオウ（2018年11月18日 - 11月25日） - アスラ / アナザー鎧武 役

### DVD
【映画】
- ブラック・エンジェルズ2/黒き覚醒篇（2012年7月） - 稲葉康人役
- ブラック・エンジェルズ3/黒き死闘篇（2012年8月） - 稲葉康人役

【舞台】
- 刻め、我ガ肌ニ君ノ息吹ヲ公演DVD
- 轟然〜GO-ZEN〜公演DVD
- 世界は僕のCUBEで造られる公演DVD
- 降臨×FIGHT公演DVD
- ホスピタルビルド2011公演DVD
- バンク・バン・レッスン公演DVD
- MOSH公演DVD
- LIVE ACT 青の祓魔師〜魔神の烙胤〜公演DVD
- ミュージカル・テニスの王子様2ndシーズン関連　- 田仁志慧役
  - 青学vs比嘉　公演DVD（2013年5月24日）
  - Dream Live 2013　〜The 10th anniversary Special Edition〜（2013年8月7日）
  - 全国大会 青学vs氷帝（2013年12月11日）
  - PV COLLECTION vol.2（2014年1月17日）
  - TEAM COLLECTION 比嘉（2014年2月7日）
  - 2nd Season THE BACKSTAGE scene3（2014年3月2日）
  - 春の大運動会2014（2014年8月6日）
  - 全国大会 青学vs立海（2014年12月26日）
  - Dream Live 2014（2015年2月27日）
  - 2nd Season THE BACKSTAGE scene4（2015年3月31日）
- 超歌劇（ウルトラミュージカル）「幕末Rock」公演DVD（2015年4月8日）
- 弱虫ペダルインターハイ篇 The WINNER（2015年7月15日）
- 弱虫ペダル ツール・デュ・スタッド　Vol.1（2015年8月19日）
- 「元カレ。」公演DVD
- 超超歌劇「幕末ROCK」公演DVD
- 「仮面ティーチャーミュージカルSILVER MASK」公演DVD
- 「俺たちの明日」公演DVD
- 晦日明治座納める・祭公演DVD
- 舞台ノラガミ各公演DVD
- ドラマ「弱虫ペダル」DVD
- P4U公演DVD
- 遙かなる時空の中で6・幻燈ロンド各公演DVD
- 演劇人は、夜な夜な、下北の街で呑み明かす…
- 2.5次元ダンスライブ「ツキウタ。」ステージ 各公演BD・DVD
- TV ツキプロch.　シーズン2 Vol.1
- 「ツキステ。TV」BD
- ツキステ。ＴＶ特別版「TSUKINO QUEST（ツキクエ） BLACK VS.WHITE　～囚われの黒田・白田を救出せよ～」
- アクナビ-ActorsNavi

### 書籍
- 2.5次元ダンスライブ「ツキウタ。」ステージ・オフィシャルファンブック BACKSTAGE PARTY 2016
- 2.5次元ダンスライブ「ツキウタ。」ステージ　第5幕『Rabbits Kingdom』　イメージビジュアルブック

### CD
- ミュージカル・テニスの王子様2ndシーズン関連
  - 『WE ARE ALWAYS TOGETHER』 TYPE A / TYPE B（2013年4月24日）
  - 青学vs比嘉　公演CD（2013年5月22日）
  - Dream Live 2013（2013年8月7日）
  - 全国大会 青学vs氷帝 公演CD（2013年12月11日）
  - 全国大会 青学vs立海 公演CD（2015年1月1日）
  - コンサートDream Live 2014（2015年3月4日）
  - 【ツキステ。】舞台 ツキウタ。ステージ 第二幕劇中歌 夢見草
  - 【ツキステ。】舞台 ツキウタ。ステージ 第二幕劇中歌 幻の花
  - 【ツキステ。】2.5次元ダンスライブ ツキウタ。ステージ TRI!メインテーマ「SCHOOL REVOLUTION! -時計仕掛けのモラトリアム-」 Ver.WHITE

### CM
- NTTdocomo九州（2006年）
- オランダ航空×TINTIN（2011年）
- NTTdocomo九州（2011年）
- Mobage　大戦乱!!三国志バトル「ハイウェイ進軍」篇
- マクドナルド　「15ピース チキンマックナゲットナゲットリレー」篇
- アリナミンV　「V-walk」篇

### スチール
- 茨城住宅展示場 - 広告
- ピザハット - 広告
- NAVITIME - 広告
- ジーンズメイト

### ショー
- 氷川会館 - ブライダルショー
- NIKE - ステージモデル
- ピンクリボンフェスティバル - ステージモデル
- 東京ディズニーランド - アンバサダーホテルブライダルショー
- 鹿島セントラルホテル - ブライダルショー

### 雑誌
- ゼクシィ（リクルート）2009年6月号、12月号、2011年6月号
- anan （先取りしたい注目男子）
- キャストサイズ別冊「StyleBook2012 Spring&summer」　2012年5月31日
- BEST STAGE 12月号　2012年10月27日
- Sparkle 2012年11月9日
- LOOK at STAR 2012年11月27日
- 別冊spoon. vol.64 2Di Actors 2015年2月18日

### WEB・モバイル
- 楽天アパレルサイト「ウエルコーポレーション」
- 楽天アパレルサイト「バンビーノ」
- 楽天アパレルサイト　「モンシェリ」
- web「ビジュアルボーイ」
- ザ☆下北沢エンターテイメントDX
- グラムメディアジャパン「Glam20」

### その他
- 演劇ユニット BIZARRE（ビザール）  - リーダー ※2010年8月27日卒業
- アメスタ新企画「イエス!ゆーきゃんDoit!!」※2015年3月〜(不定期放送中)